# تهييج
التهييج 

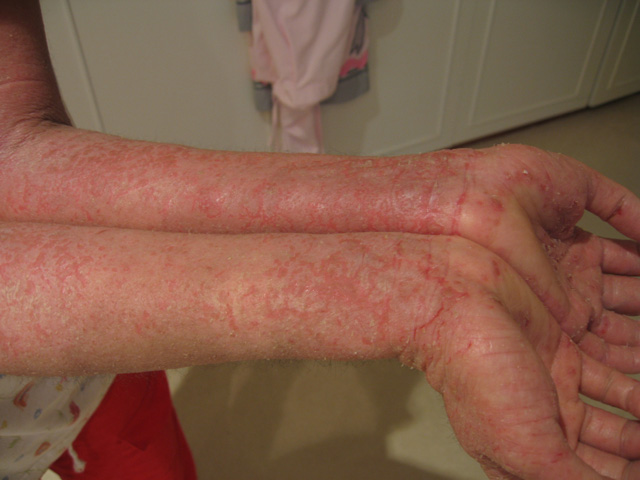
ذراعا شخص مصاب بالإكزيمة، والتي تعد حالة من حالات تهييج الجلد.

في علم الأحياء وعلم وظائف الأعضاء هو حالة من الالتهاب، أو رد فعل الجسم تجاه الحساسية. تسمّى المادة التي تسبب حالة التهييج باسم مهيّج أو مادة مهيّجة. إن المواد المهيّجة تسبّب الأثر إمّا من عامل كيمائي مثل الفينول أو كابسيسين أو نتيجة تأثير ميكانيكي أو حراري أو إشعاعي. يمكن أن يكون التهييج مزمناً.
من الأمثلة على حالات التهييج التهاب الجلد التماسي وتهييج الأغشية المخاطية والحكة. تعد الأغشية المخاطية من أكثر الأمثلة الشائعة على التهييج لأنها تحوي غدد إفرازية تفرز مخاطاً يظهر أثر التهييج.
يمكن أن يحدث التهييج في الجلد أو العين أو أعضاء الجهاز التناسلي أو الرئتين أو المعدة.